# جاويد كودو
جاويد كودو (1975 - 12 أبريل 2025)، هو ممثل مسرحي وتلفزيوني وسينمائي باكستاني. وُلِد مصابًا بالتقزم. أُطلق عليه اسم ""كودو" بسبب قصر قامته. بدأ مسيرته الفنية عام 1981 بمسرحية "سعدي باز". ظهر في أكثر من 150 فيلمًا وبرامج تلفزيونية باللغة البنجابية والأردية.

## وفاته
توفي في 12 أبريل 2025. أعرب رئيس الجمعية الوطنية الباكستانية أياز صادق، والوزيرة عزمة بخاري، ورئيس الوزراء شهباز شريف عن حزنهم على وفاته.

## وصلات خارجية
لا بيانات لهذه المقالة على ويكي بيانات تخص الفن